# Aly Cissokho
Aly Cissokho, född 15 september 1987 i Blois, är en fransk fotbollsspelare, vänsterback, som har spelat för bland annat Lyon och Aston Villa samt för det franska landslaget. 

## Klubblagskarriär
Den 25 maj 2007 gjorde Cissokho sin professionella debut för Gueugnon mot Metz och spelade 90 minuter då Gueugnon vann med 2-1. Den 2 juni 2008 värvades Cissokho av Vitória och skrev ett treårskontrakt med klubben. Den 22 augusti 2008 gjorde han sin debut för klubben i derbymatchen mot Vitória de Guimarães. Matchen slutade 1-1 och Cissokho spelade hela matchen. Den 9 januari 2009 gick Cissokho till Porto för €300 000. Han gjorde sin klubbdebut den 17 januari mot Académica i Portugisiska Ligacupen. I slutet av juli 2009 blev Cissokho klar för Lyon i Ligue 1. Han presenterades tillsammans med det andra nyförvärvet Michel Bastos den 20 juli och tilldelades nummer 20. Han gjorde sin debut för klubben den 8 augusti 2009 i Lyons öppningsmatch i Ligue 1 mot Le Mans. Cissokho spelade hela matchen som slutade 2-2.
I augusti 2014 blev Cissokho klar för Aston Villa. De enades om ett fyraårskontrakt. 

## Landslagskarriär
Den 11 augusti 2010 gjorde Cissokho debut för det franska landslaget mot Norge, som vann matchen med 2-1 efter två mål av Erik Huseklepp. Cissokho spelade hela matchen.